# None Shall Escape
None Shall Escape (bra: Ninguém Escapará ao Castigo; prt: Criminosos de Guerra) é um filme norte-americano de 1944, do gênero drama de guerra, dirigido por Andre DeToth e estrelado por Marsha Hunt e Alexander Knox.